# Elseya
Elseya is een geslacht van schildpadden uit de familie slangenhalsschildpadden (Chelidae).

## Naam en indeling
De soorten worden in andere talen wel Australische bijtschildpadden genoemd, maar ze zijn niet verwant aan de familie bijtschildpadden (Chelydridae). De wetenschappelijke naam van de groep werd voor het eerst voorgesteld door John Edward Gray in 1867. De geslachtsnaam Elseya is een eerbetoon aan de Britse arts en natuuronderzoeker Joseph Ravenscroft Elsey (1834 – 1857).
Er zijn vijftien moderne soorten, er zijn ook verschillende uitgestorven soorten bekend zoals Elseya uberima en Elseya nadibajagu. De oudts fossielen stammen uit het Pleistoceen en zijn gevonden in Australië. De nog levende soort Elseya lavarackorum werd oorspronkelijk zelfs beschreven op basis van fossiele resten tot later bleek dat de schildpad nog steeds rondzwom. Van de nog levende soorten zijn er een aantal vrij recentelijk voor het eerst wetenschappelijk beschreven. Vier soorten zijn pas bekend sinds 2022 en twee soorten werden voor het eerst erkend in 2019. In de literatuur wordt daardoor vaak een lager soortenaantal aangegeven. Een aantal soorten dat vroeger tot dit geslacht behoorde, wordt tegenwoordig tot Myuchelys gerekend, zoals Myuchelys latisternum.
De verschillende soorten worden wel verdeeld in drie ondergeslachten; Elseya, Pelocomastes, Hanwarachelys en Solomonemys.

## Uiterlijke kenmerken
De schildpadden hebben een bruine tot donkerbruine schildkleur. De schildpadden kunnen uitstekend zwemmen, en hebben een vrij plat, iets koepelvormig schild en goed ontwikkelde zwemvliezen tussen de tenen. Sommige soorten hebben een opvallen lichte tot witte kop. De juvenielen hebben vaak doorn-achtige uitsteeksels aan de rugplaten. De schildlengte kan oplopen tot ongeveer 24 centimeter.

## Levenswijze
De soorten zijn relatief sterk aan water gebonden en komen er zelden uit. De schildpadden zijn herbivoor of omnivoor, de juvenielen echter zijn voornamelijk vleeseters. Op het menu van de volwassen dieren staan bladeren, zaden, fruit en soms worden ongewervelde dieren buitgemaakt. De verschillende soorten zijn in staat om zuurstof te onttrekken aan het water door het in- en uit de cloaca te pompen. Het zijn echter niet de enige schildpadden de dit trucje kennen om zodoende langer onder water te kunnen blijven.
De vrouwtjes produceren afhankelijk van de voort zes tot 21 eieren worden afgezet. De schildpadden zijn voornamelijk overdag actief, sommige soorten kunnen een leeftijd bereiken van 21 jaar.

## Verspreiding en habitat
De schildpadden komen voor in delen van Azië (Indonesië en Papoea-Nieuw-Guinea) en Australië (in de staten Noordelijk Territorium, Queensland en West-Australië). De habitat bestaat uit poelen, rivieren, meren en andere grotere wateren.

## Beschermingsstatus
Door de internationale natuurbeschermingsorganisatie IUCN is aan drie soorten een beschermingsstatus toegewezen. Twee soorten worden beschouwd als 'veilig' (Least Concern of LC) en een soort wordt gezien als 'kwetsbaar' (Vulnerable of VU).

## Soorten
Het geslacht omvat de volgende soorten, met de indeling in ondergeslachten, de auteur en het verspreidingsgebied.
| Naam                                        | Auteur                                    | Verspreidingsgebied                               |
| ------------------------------------------- | ----------------------------------------- | ------------------------------------------------- |
| Ondergeslacht Elseya                        |                                           |                                                   |
| Elseya branderhorsti                        | Ouwens, 1914                              | Azië; Nieuw-Guinea                                |
| Australische bijtschildpad (Elseya dentata) | Gray, 1863                                | Australië; Noordelijk Territorium, West-Australië |
| Elseya flaviventralis                       | Thomson & Georges, 2016                   | Australië; Noordelijk Territorium                 |
| Ondergeslacht Pelocomastes                  |                                           |                                                   |
| Elseya albagula                             | Thomson, Georges & Limpus, 2006           | Australië; Queensland                             |
| Elseya irwini                               | Cann, 1997                                | Australië; Queensland                             |
| Elseya lavarackorum                         | White & Archer, 1994                      | Australië; Queensland                             |
| Ondergeslacht Hanwarachelys                 |                                           |                                                   |
| Elseya caelatus                             | Joseph-Ouni & McCord, 2022                | Azië; Indonesië                                   |
| Elseya nabire                               | Joseph-Ouni & McCord, 2022                | Azië; Indonesië                                   |
| Elseya novaeguineae                         | Meyer, 1874                               | Azië; Papoea-Nieuw-Guinea                         |
| Elseya orestiad                             | Joseph-Ouni & McCord, 2022                | Azië; Indonesië                                   |
| Elseya papua                                | Joseph-Ouni & McCord, 2022                | Azië; Indonesië                                   |
| Elseya rhodini                              | Thomson, Amepou, Anamiato & Georges, 2015 | Azië; Papoea-Nieuw-Guinea                         |
| Elseya schultzei                            | Vogt, 1911                                | Azië; Papoea-Nieuw-Guinea                         |
| Ondergeslacht Solomonemys                   |                                           |                                                   |
| Elseya auramemoria                          | Joseph-Ouni, McCord & Dwyer, 2022         | Salomonseilanden                                  |
| Elseya eidolon                              | Joseph-Ouni, McCord & Dwyer, 2022         | Salomonseilanden                                  |